# Guadalcanalgräsfågel
Guadalcanalgräsfågel (Cincloramphus turipavae) är en fågelart i familjen gräsfåglar inom ordningen tättingar. Den förekommer endast på en ö i Salomonöarna.

## Utseende och läte
Guadalcanalgräsfågeln är en rätt kraftig, långstjärtad tätting. Ovansidan är mörkbrun, medan bröst och ansikte är ljusare orange- eller rostrött med ett mörkt ögonstreck. Vanligaste lätet består av explosiva och hårda grälande toner.

## Utbredning och systematik
Fågeln förekommer enbart på ön Guadalcanal i Salomonöarna. Den betraktades tidigare som underart till Cincloramphus whitneyi men urskiljs numera allmänt som egen art.

### Släktestillhörighet
Arten placeras traditionellt i släktet Megalurulus. DNA-studier från 2018 visar dock att arterna i Megalurulus inte är varandras närmaste släktingar utan bildar en klad tillsammans med de tidigare lärksångarna i Cincloramphus, fijigräsfågeln, timorgräsfågeln (Buettikoferella) samt rostgräsfågeln och papuagräsfågeln från Megalurus. Författarna till studien rekommenderar att alla dessa placeras i Cincloramphus som har prioritet, och denna hållning följs här.

### Familjetillhörighet
Gräsfåglarna behandlades tidigare som en del av den stora familjen sångare (Sylviidae). Genetiska studier har dock visat att sångarna inte är varandras närmaste släktingar. Istället är de en del av en klad som även omfattar timalior, lärkor, bulbyler, stjärtmesar och svalor. Idag delas därför Sylviidae upp i ett flertal familjer, däribland Locustellidae.

## Levnadssätt
Guadalcanalgräsfågeln hittas i undervegetationen i fuktiga bergsskogar över 1200 meters höjd. Där håller den sig dolt och kryper lågt i vegetationen likt en mus.

## Status
Guadalcanalgräsfågeln har ett litet utbredningsområde och dess levnadsmiljö degraderas av skogsavverkningar. Den kategoriseras därför av IUCN som nära hotad. Beståndet uppskattas till endast mellan 1000 och 2000 vuxna individer.